# 拉洪塔花園 (科羅拉多州)
拉洪塔花園（英語：La Junta Gardens）是位於美國科羅拉多州奧特羅縣的一個人口普查指定地區。

## 地理
拉洪塔花園的座標為37°59′58″N 103°33′13″W / 37.99944°N 103.55361°W，而該地最高點為海拔高度1239米（即4065英尺）。

## 人口
根據2010年美國人口普查的數據，拉洪塔花園的面積為1.37平方千米，均為陸地。當地共有人口153人，而人口密度為每平方千米111人。